# Declan
Declan es el primer álbum de estudio de Declan Galbraith. Fue lanzado el 22 de septiembre del 2002 en el Reino Unido, cuando Declan tenía 10 años; aunque ya había colaborado anteriormente en el álbum navideño "Christmas Hits", con artistas como Elton John o Elvis Presley.

## Lista de pistas
1. "Danny Boy" (Frederic E. Weatherly) – 3:29
2. "Carrickfergus" (Alan Connaught, Traditional) – 4:08
3. "Imagine" (John Lennon) – 3:03
4. "I'll Be There" (Hal Davis, Berry Gordy Jr., Bob West) – 4:32
5. "It all begins with Love" (Mack, Mason) – 4:36
6. "Your Friend" (Mack, Mason) – 4:19
7. "Love Can Build a Bridge" (John, Naomi Judd, Paul Overstreet) – 4:02
8. "Mama said" (Mack, Mason) – 3:33
9. "Till The Day We Meet Again" (Mack, Mason) – 4:33
10. "Amazing Grace" (John Newton) – 3:21
11. "Circles in the Sand" (Mack, Mason) – 3:45
12. "Angels" (Guy Chambers, Robbie Williams) – 4:08
13. "Tell Me Why" (Mack, Mason) – 4:24
14. "Twinkle Twinkle Little Star" – 1:45

## Sencillos
- "Tell me why" Lanzado el 9 de diciembre de 2002

## Canciones no incluidas
- "The new year song 2003" Lanzada posteriormente en el Sencillo en CD "Tell me why".
- "For a better tomorrow"
- "Walking in the air" Incluida en el CD "Christmas Hits".

## Personal
- Ryan Art – Diseño
- Keith Bessey – Dirección, mezclas
- Simon Blendis – Violín
- Anthony Clark – Guitarra (acústica), Guitarra (acústica de 12 cuerdas)
- Declan Galbraith – Vocalista
- Timothy Eames – Percusión, tambores, guitarra (eléctrica), programación, ingeniero, mezclas
- Declan Galbraith – Vocales
- Jan Hendrickse – Flauta, silbido (humano), solista
- Mark Hornby – Guitarra (acústica), guitarra (cuerdas de nylon)
- Tom Howard – Fotografía
- Stephen Hussey – Violín, orquestación, arreglos vocales, arreglos de orquesta
- Dominic Kelly – Oboe, coros, solista
- Nathan King – Guitarra (acústica), guitarra (eléctrica), guitarra (cuerdas de nylon)
- Noel Langley – Trompeta, trompa, solista
- Sara Loewenthal – Copista
- Barry Mason – Arreglista, productor ejecutivo
- Craig McLeish – Editor
- Tom Norris – Director
- Catherine Porter – Voces
- Jim Rattigan – Trompa, solista
- Rowland Sutherland – Flauta, solista
- Roy Theaker – Violín, director
- Urban Soul Orchestra – Orquesta
- Lucy Wakeford – Arpa, solista
- Chris Worsey – Violonchelo